# Pristonotus
Pristonotus is een geslacht van rechtvleugeligen uit de familie sabelsprinkhanen (Tettigoniidae). De wetenschappelijke naam van dit geslacht is voor het eerst geldig gepubliceerd in 1940 door Uvarov.

## Soorten
Het geslacht Pristonotus omvat de volgende soorten:
- Pristonotus colombiae Bruner, 1915
- Pristonotus latistylus Beier, 1954
- Pristonotus minor Brunner von Wattenwyl, 1895
- Pristonotus tuberosus Stål, 1875